# وحيد القرن الصوفي
وحيد القرن الصوفي (باللاتينية: Coelodonta antiquitatis) هو نوع منقرض من الكركدنيات التي كانت شائعة في أوروبا وشمال آسيا خلال فترة البليستوسين واستمر حتى العصر الجليدي الأخير، وحيد القرن الصوفي كان عضو في ميجافونا البليستوسين.